# Thekla Schild

Thekla Schild bei einem Ausflug, 1911

Thekla Augusta Anna Gerda Schild (* 8. März 1890 in Karlsruhe; † 13. November 1991 in Stuttgart) war eine deutsche Architektin. Sie war 1913 die dritte Frau in Deutschland, die einen Abschluss als Diplom-Ingenieurin im Fach Architektur erwerben konnte.

## Jugend und Ausbildung
Schild verbrachte einen Großteil ihrer Jugend im Schwarzwald, wo ihr Vater als beamteter Vermesser arbeitete. In dieser Zeit nahm sie mit ihm an ausgeprägten Wanderungen teil, der Beginn eines sportlich aktiven Lebens. 
Mit 12 Jahren wurde sie Schülerin am 1893 gegründeten Mädchengymnasium Karlsruhe, das zu den ersten Bildungseinrichtungen seiner Art in Deutschland gehörte. Wie ihre Mitschülerinnen empfand sie Stolz auf die eigene Schule, wo qualifiziertes Personal den Ehrgeiz der Mädchen anzuregen wusste, es bis zu einem erfolgreichen Schulabschluss zu bringen. Ihre Lieblingsfächer waren Mathematik und Griechisch. Zudem nahm sie Musikstunden an einem Konservatorium. Die Eltern, die eine fortschrittliche Einstellung hinsichtlich der Ausbildung von Mädchen an den Tag legten, ließen sich dies einiges kosten. Insbesondere die Mutter, selbst als Lehrerin und Künstlerin ausgebildet, regte die ästhetischen Neigungen der Tochter an. Im Frühjahr 1908 machte Schild ihr Abitur.
Mit nur einer Ausnahme nahmen alle Mädchen ihres Abschlussjahrganges anschließend ein Hochschulstudium auf. Schild, unentschlossen, was sie studieren sollte, neigte zur Medizin. Davon riet ihr die Mutter ab, weil sie die künstlerischen Neigungen der Tochter und deren Sinn für das Schöne für unvereinbar mit gewissen Aspekten der Ausbildung von Ärzten hielt, etwa dem Sezieren von Leichen. Sie schlug stattdessen Architektur vor. Die Tochter fand diese Idee sehr reizvoll, hatte aber Zweifel, ob sie als Frau in einen entsprechenden Studiengang aufgenommen würde. Auf Drängen der Mutter suchten beide diesbezüglich den Rat von Hermann Billing, Professor für Architektur an der Technischen Hochschule Karlsruhe. Billing erwartete von seinen Studenten nicht nur künstlerische Qualifikation, sondern – dem zeitgenössischen Bild des Architekten entsprechend – auch körperliche Fitness, eine Voraussetzung, von der Schild ihn durch ihre sportlichen Aktivitäten überzeugen konnte.
Schild folgte der Ermutigung Billings, sich an der Technischen Hochschule Karlsruhe zu bewerben, und wurde auch angenommen. In ihrem Studiengang war sie die einzige Frau, eine Situation, mit der sie nach anfänglichen Hemmnissen bald zurechtkam. Lehrpersonal und Kommilitonen akzeptierten sie. Schild schloss nicht nur Freundschaft mit einigen ihrer Mitstudenten, sondern nahm auch an deren geselligen Aktivitäten teil, was in der Gesellschaft der Zeit als anstößig empfunden werden konnte. Gelegentlich sorgte ihre Rolle als einzige Frau in einer männlich geprägten Umgebung für Komplikationen, etwa anlässlich einer Exkursion in die Schweiz, auf die einer ihrer Professoren extra eine Verwandte mitnahm, damit Schild nicht die einzige weibliche Teilnehmerin war.
Nach ihrer Diplom-Vorprüfung ging Schild mit einigen Mitstudenten für ein Jahr nach München, da sie sich vom großstädtischen Studentenleben dort angezogen fühlte und von den Eltern unabhängig werden wollte. Der für eine Studentin damals ungewöhnliche Schritt fand die – zögerliche – Billigung der Eltern. Auch in der bayerischen Metropole nahm Schild regen Anteil am geselligen Treiben der Studenten, wurde aber auch dort gelegentlich mit einengenden geschlechtlichen Rollenbildern konfrontiert, etwa wenn Nachbarn daran Anstoß nahmen, dass sie auf ihrem Zimmer männlichen Besuch empfing. In ihrer Freizeit unternahm sie wiederholt Ski- oder Kletterpartien in den Alpen.
Nach ihrer Rückkehr nach Karlsruhe bereitete Schild sich auf die Diplom-Hauptprüfung vor. Sie schloss ihr Studium im Dezember 1913 ab, wobei sie zu den besten des Jahrgangs gehörte. So wurde sie die erste Frau im Großherzogtum Baden und erst die dritte Frau in Deutschland, die den Titel einer Diplom-Ingenieurin im Fach Architektur tragen durfte.
Im Jahr 1916 heiratete sie den Düsseldorfer Architekten Wilhelm Firgau (1889–1969). Die 1919 geborene Tochter Susanne Firgau war eine Grafikerin und Kinderbuchillustratorin, der 1921 geborene Sohn Werner Wilhelm Firgau war Ingenieur.
Die Erlebnisse und Erfahrungen von Schild als eine der ersten Studentinnen der Architektur in Deutschland sind in – unveröffentlichten – Memoiren festgehalten, die sich im Besitz ihrer Familie befinden.